# IC 2589
IC 2589 је спирална галаксија у сазвјежђу Хидра која се налази на листи објеката дубоког неба у Индекс каталогу.
Деклинација објекта је - 24° 2' 14" а ректасцензија 10h 32m 20,7s. Привидна величина (магнитуда) објекта IC 2589 износи 13,5 а фотографска магнитуда 14,3. IC 2589 је још познат и под ознакама ESO 501-4, IRAS 10299-2346, PGC 31126.